# 289 (عدد)
289 هو عدد صحيح طبيعي بين 288 و290

## في الرياضيات

### خصائص
- 289 عدد فردي
- 289 مربع كامل
- 289 عدد ناقص
- 289 عدد مضلعي